# Czerniejów (Jabłonna)
Pour les articles homonymes, voir Czerniejów.
Czerniejów (prononciation : [t͡ʂɛrˈɲejuf]) est un village polonais de la gmina de Jabłonna dans le powiat de Lublin de la voïvodie de Lublin dans l'est de la Pologne.
Il se situe à environ 4 kilomètres au nord de Jabłonna (siège de la gmina) et 15 kilomètres au sud de Lublin (siège du powiat et capitale de la voïvodie).
Le village comptait approximativement une population de 843 habitants en 2010.

## Histoire
De 1975 à 1998, le village est attaché administrativement à l'ancienne Voïvodie de Lublin.

Depuis 1999, il fait partie de la nouvelle voïvodie de Lublin.